# Taxe sur les bois et plants de vigne

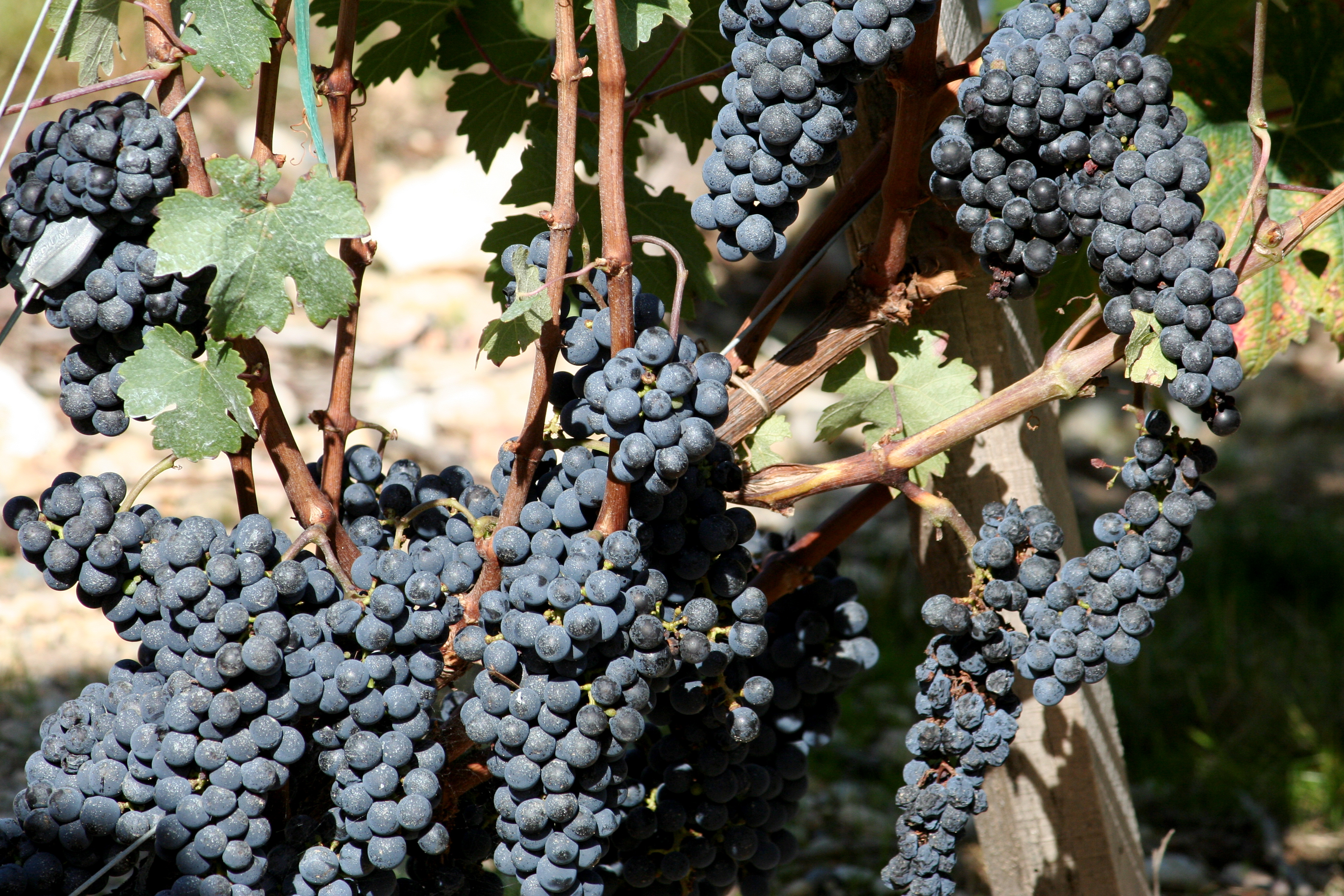
Grappes dans le Médoc.

La redevance pour la certification des bois et plants de vigne ou taxe sur les bois et plants de vigne est une taxe affectée à l'établissement national des produits de l'agriculture et de la mer (FranceAgriMer) créée en 1968 et supprimée en 2018.

## Historique
Issue de la directive européenne du 9 avril 1968 concernant la commercialisation des matériels de multiplication végétative de la vigne, cette taxe a été transposée en droit français par l'article 28 de la loi de finances pour 1969. Codifiée à l'article 1606 du code général des impôts, elle vise à assurer le financement, par les professionnels, des contrôles officiels réalisés par les services de l'État, qui garantissent la multiplication de variétés et de clones sains ayant une valeur agronomique, technologique et environnementale répondant aux critères de la viticulture actuelle.
Lors de l'examen du projet de loi de finances rectificative 2016, l'Assemblée nationale a retouché le dispositif de la taxe sur les bois et plants de vigne pour la sécuriser juridiquement, mais aussi permettre d'augmenter cette taxe afin notamment de renforcer la surveillance de la flavescence dorée dans les vignobles,
Le Conseil des prélèvements obligatoires relève, en 2013, que FranceAgriMer fait partie des entités affectataires de plus de quatre taxes, en l'espèce cinq.
La loi de finances pour 2019 supprime ses deux plus importantes taxes et une troisième plus modeste : la taxe sur les produits de la pêche maritime, la taxe sur les céréales et la taxe sur les bois et plants de vigne.

## Caractéristiques

### Redevables
Cette taxe est due annuellement par tout producteur ou négociant en bois et plants de vigne. Elle est assise sur l'ensemble des matériels – vignes-mères, boutures-pépinières, plants greffes-soudés –  pouvant être utilisés pour la multiplication végétative de la vigne, qui sont taxés forfaitairement, dans une limite de 105 euros par an.

### Bénéficiaire
Le produit de la taxe est affecté à FranceAgriMer.

### Produit
Le produit de la taxe est de 650 000 euro.